# 角盾蝽
角盾蝽（学名：Cantao ocellatus），又名黃盾蝽、黃斑角盾蝽、黃背角盾蝽、黃盾背蝽或黃盾背椿象，为盾背蝽科角盾蝽屬下的一种椿象，廣泛分布於亞洲（已知分布地區包括日本、中國大陸、台灣、朝鮮半島、新加坡等地）低中海拔的平原或山區。

## 辨識特徵

### 成蟲
身體略呈盾牌狀，前胸背板兩側各有一個稜角，因而得名。體色多變，通常雄蟲體色較鮮豔（呈鮮明的橘紅色或酒紅色；雌蟲較偏黃色，在產卵過後體色會漸漸變淡）。大多數個體身上有具白色（或黃色）邊緣的黑色斑點（斑點數量多寡有個體差異，少數個體身上甚至沒有斑點）；六肢呈暗色（通常為黑色，少數個體呈帶有金屬光的綠色），頭頂中央有略呈三角形的黑色（也有個體呈具金屬光的藍色或綠色）斑塊。單眼呈酒紅色（通常複眼的顏色會比單眼來的深）。
在椿象中體型屬大型，體長約 17 至 26 毫米。

### 若蟲
齡期較小的若蟲身體前半段顏色較深；後半段呈橘色或橘紅色，並且有三至四個深褐色條紋（也有些個體產下的若蟲除了深褐色條紋外，其餘全身都是同一種顏色）。終齡若蟲身上的顏色由體表正中央以波浪狀分隔開來，其中前半段與後半段的條紋顏色大多相同（呈黑色或酒紅色，也有些個體則為帶有金屬光的青綠色）。

### 卵
橢圓形，呈橘紅色、黃色或白色。

## 生態習性
成蟲主要以血桐、白匏子、臘腸樹、茄苳、構樹、油桐（幼蟲主要食草）、野桐、錫蘭饅頭果等樹木為食。為兩年或三年一世代（壽命約兩至三年）的生物；雌蟲會產下數十顆卵（且產下的卵數量常和雌蟲自身面積相當），且有護卵習性，會趴在卵粒上不吃不喝長達七、八天之久，偶爾還會起身「清潔」卵粒以防遭真菌感染（但還是有被寄生蜂寄生的例子），通常幼蟲孵化後也會在一旁「看護」著；在台灣某個體的觀察紀錄中，卵約 8 天左右孵化。

## 外部連結
- 角盾蝽護卵影片 （页面存档备份，存于）
- 角盾蝽護幼影片 （页面存档备份，存于）